# Frozen Planet
Frozen Planet is een natuurdocumentaireserie van de BBC, Discovery Channel en The Open University. Partners zijn ZDF (Duitsland), Antena 3 (Spanje) en Skai TV (Griekenland). De eerste aflevering werd uitgezonden door de BBC op 26 oktober 2011. Op 24 november 2011 startte de serie in België op Canvas en in Nederland op 29 november bij de EO. In Nederland werd de eerste uitzending bekeken door bijna 1,90 miljoen mensen. In de Nederlandse afleveringen is het commentaar van David Attenborough vervangen door dat van Loretta Schrijver.
De BBC, beschuldigd van valse berichten over de geboorte van twee wilde ijsberen, gaf toe dat ze materiaal hadden gebruikt dat in een dierentuin was gefilmd.  Een van de twee puppy's stierf in de dierentuin waar hij werd geboren; de andere werd in Schotland naar een andere gestuurd.
De serie bevat zeven afleveringen maar in een aantal landen zes. De zevende aflevering, "On Thin Ice" behandelt klimaatverandering en de opwarming van de Aarde, de aflevering werd niet overal verkocht. Discovery Channel in de Verenigde Staten wilde eerst deze uitzending niet tonen, maar deed dat later alsnog. Alec Baldwin deed het commentaar voor het Amerikaanse publiek. Aan het einde van elk van de eerste zes afleveringen is een minidocumentaire getiteld Freeze Frame te zien van zo'n 10 minuten over het maken van de beelden en het wel en wee van de filmers.

## Afleveringen

### "To the Ends of the Earth"
In de eerste aflevering reizen we van de noordpool naar de zuidpool en komen we verschillende klimaten en landschappen tegen. Dieren die in deze aflevering uitgelicht worden zijn onder andere de ijsbeer (Ursus maritimus), de dunbekpijlstormvogel (Puffinus tenuirostris), de bultrug (Megaptera novaeangliae), de kariboe (Rangifer tarandus), de wolf (Canis lupus) jagend op Amerikaanse bizons (Bison bison), de laplanduil (Strix nebulosa), de ezelspinguïn (Pygoscelis papua), de manenrob (Otaria flavescens), de orka (Orcinus orca) jagend op krabbeneters (Lobodon carcinophagus) en Weddellzeehonden (Leptonychotes weddellii), een soort Antarctische vis (onderorde Notothenioidei) en een soort zeespin (orde Pantopoda).
Deze aflevering werd in het Verenigd Koninkrijk voor het eerst uitgezonden op 26 oktober 2011. Producent van deze aflevering was Vanessa Berlowitz.

### "Spring"
De tweede aflevering volgt de lente in het poolgebied. Het ijs smelt, dieren migreren richting de polen en veel dieren krijgen jongen. Dieren die in deze aflevering uitgelicht worden zijn onder andere de adeliepinguïn (Pygoscelis adeliae), de ijsbeer (Ursus maritimus) jagend op ringelrobben (Pusa hispida), de narwal (Monodon monoceros), een soort ribkwal (stam Ctenophora), twee soorten zeeslakjes, de "Arctische kabeljauw" (zou Arctogadus glacialis of Boreogadus saida kunnen zijn), de donsvlindersoort Gynaephora groenlandica, de poolwolf (Canis lupus arctos), de koningspinguïn (Aptenodytes patagonicus), de macaronipinguïn (Eudyptes chrysolophus), de grote albatros (Diomedea exulans), de zuidelijke zeeolifant (Mirounga leonina) en de orka (Orcinus orca).
Deze aflevering werd in het Verenigd Koninkrijk voor het eerst uitgezonden op 2 november 2011. Producent van deze aflevering was Mark Linfield.

### "Summer"
De derde aflevering volgt de korte zomer in het poolgebied. De zon gaat maandenlang niet onder en het ijs is grotendeels verdwenen. Dieren die in deze aflevering uitgelicht worden zijn onder andere de ijsbeer (Ursus maritimus), de rosse franjepoot (Phalaropus fulicarius), de noordse stern (Sterna paradisaea), de eider (Somateria mollissima), de sneeuwuil (Bubo scandiacus), de ijsgors (Calcarius lapponicus), de poolwolf (Canis lupus arctos) jagend op muskusossen (Ovibos moschatus), de koningspinguïn (Aptenodytes patagonicus), de Kerguelenzeebeer (Arctocephalus gazella), de krabbeneter (Lobodon carcinophagus), het Antarctisch krill (Euphausia superba), de bultrug (Megaptera novaeangliae), de Antarctische dwergvinvis (Balaenoptera bonaerensis) bejaagd door orka's (Orcinus orca) en de adeliepinguïn (Pygoscelis adeliae) bejaagd door zuidpooljagers (Stercorarius maccormicki).
Deze aflevering werd in het Verenigd Koninkrijk voor het eerst uitgezonden op 9 november 2011. Producent van deze aflevering was Miles Barton.

### "Autumn"
De vierde aflevering volgt de herfst in het poolgebied. De temperaturen dalen weer, de zee vriest dicht en dieren in het noordpoolgebied migreren naar het zuiden, weg van het zich uitbreidende ijs. Dieren die in deze aflevering uitgelicht worden zijn onder andere de ijsbeer (Ursus maritimus), de witte dolfijn (Delphinapterus leucas), de kortbekzeekoet (Uria lomvia) bejaagd door poolvossen (Vulpes lagopus), de muskusos (Ovibos moschatus), de kariboe (Rangifer tarandus), de zuidelijke reuzenstormvogel (Macronectes giganteus), de Zuid-Georgische geelbek-pijlstaart (Anas georgica georgica), de adeliepinguïn (Pygoscelis adeliae) bejaagd door een zeeluipaard (Hydrurga leptonyx) en de keizerspinguïn (Aptenodytes forsteri).
Deze aflevering werd in het Verenigd Koninkrijk voor het eerst uitgezonden op 16 november 2011. Producent van deze aflevering was Miles Barton.

### "Winter"
De vijfde aflevering volgt de winter in het poolgebied. De poolgebieden worden geteisterd door extreme kou en harde wind. De sneeuw verspreidt zich ook naar de subarctische regionen zoals de taigabossen van het noordelijk halfrond. Dieren die in deze aflevering uitgelicht worden zijn onder andere de ijsbeer (Ursus maritimus), de brileider (Somateria fischeri), de eider (Somateria mollissima), de wolf (Canis lupus) jagend op Amerikaanse bizons (Bison bison), de veelvraat (Gulo gulo), de raaf (Corvus corax), een woelmuis (onderfamilie Arvicolinae) bejaagd door zowel de laplanduil (Strix nebulosa) als de wezel (Mustela nivalis), de keizerspinguïn (Aptenodytes forsteri), de Weddellzeehond (Leptonychotes weddellii), de ijskabeljauwensoort Pagothenia borchgrevinki en de adeliepinguïn (Pygoscelis adeliae).
Er was enige controverse over de scène waarin de geboorte van een ijsberenjong werd gefilmd. Deze scène bleek namelijk niet opgenomen te zijn in de natuur in het noordpoolgebied, maar in Ouwehands Dierenpark in het Nederlandse Rhenen. De BBC ontkende de kijker misleid te hebben, dit zou de standaardprocedure zijn voor het filmen van dergelijke gebeurtenissen. Een tweede controverse ontstond bij de Nederlandse vertaling van het Engelse commentaar. De Evangelische Omroep werd ervan beschuldigd christelijke censuur te hebben toegepast, maar stelde zelf dat de vertaling wel recht deed aan de oorspronkelijke inhoud.
Deze aflevering werd in het Verenigd Koninkrijk voor het eerst uitgezonden op 23 november 2011. Producent van deze aflevering was Kathryn Jeffs.

### "The Last Frontier"
De zesde aflevering gaat over menselijke activiteit in de poolgebieden. In het noorden behoren Longyearbyen en Norilsk tot de koudste permanent bewoonde plaatsen ter wereld. De Dolganen uit Noord-Rusland zijn afhankelijk van rendieren terwijl de Eskimo's van het Tsjoektsjenschiereiland hun leven riskeren in de jacht op walrussen en tijdens het verzamelen van zeekoeteieren. Deense speciale eenheden bevestigen de Deense claim op Groenland en in Alaska worden raketten ingezet om het spectaculaire noorderlicht te bestuderen.
Antarctica heeft geen permanente bewoners, maar mensen bezoeken het werelddeel om uiteenlopende redenen. Toeristen gaan op vakantie om de koningspinguïns te zien, biologen gebruiken robotonderzoekers om nieuwe levensvormen te ontdekken, geologen bestuderen de nog actieve vulkaan Erebus en zijn unieke grotten en astronomen gebruiken ballonnen om kosmische straling te onderzoeken. Zuidpoolstation Amundsen-Scott ligt exact op de geografische zuidpool; het station is genoemd naar de leiders van de eerste twee expedities die de pool bereikt, Roald Amundsen (in 1911) en Robert Falcon Scott (in 1912).
Deze aflevering werd in het Verenigd Koninkrijk voor het eerst uitgezonden op 30 november 2011. Producent van deze aflevering was Dan Rees.

### "On Thin Ice"
De zevende aflevering gaat over klimaatverandering, de opwarming van de Aarde, het smelten van de ijskappen en de gevolgen hiervan. IJsberen en adeliepinguïns verliezen hun habitat en ook de Inuit moeten zich aanpassen. Deze aflevering werd in het Verenigd Koninkrijk voor het eerst uitgezonden op 7 december 2011. Producent van deze aflevering was Dan Rees.

### Special:"The Epic Journey"
Deze korte speciale aflevering toont het Zuidpoolstation Amundsen-Scott en ander wetenschappelijke onderzoekers in de poolgebieden. Deze aflevering werd in het Verenigd Koninkrijk voor het eerst uitgezonden op 28 december 2011. Producent van deze aflevering was Vanessa Berlowitz.